# Ir haKarmel

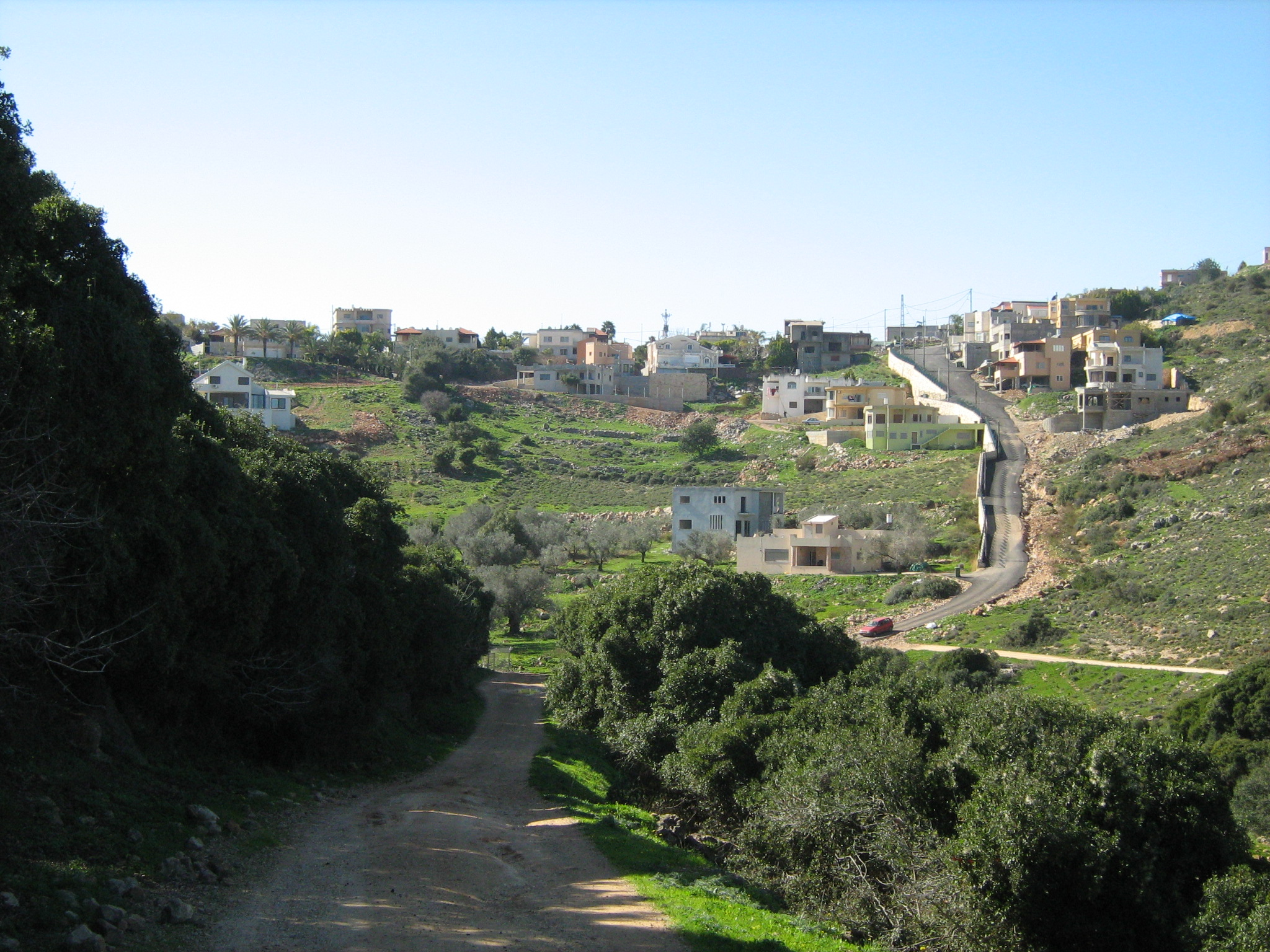
ʿIsfija

Ir haKarmel („Karmelstadt“; hebräisch עִיר הַכַּרְמֶל ʿĪr haKarmel, deutsch ‚Stadt des Karmel‘, englisch Carmel City; arabisch مدينة الكرمل, DMG Madīnat al-Karmal) war eine hauptsächlich von Drusen bewohnte Stadt auf dem Karmelgebirge im Norden Israels.
Sie wurde 2003 durch Zusammenschluss der beiden Dörfer דאליית אל-כרמל Dalijat al-Karmil (arabisch دالية الكرمل, DMG Dāliyat al-Karmal) und עספיא ʿIsfija (arabisch عسفيا, DMG ʿIsfiyā) unter dem Namen „Dalijat al-Karmil-ʿIsfija“ geschaffen.
Den Namen ʿIr haKarmel erhielt die Stadt 2005. 2008 wurde die Zusammenlegung rückgängig gemacht, und die Stadt wurde wieder aufgelöst.
Mit 13.000 Einwohnern, gegenüber 12.000 in ʿIsfija, war Daliyat al-Karmil der etwas größere der beiden Ortsteile.
In Isfija lebten neben 80 % Drusen muslimische, christliche und jüdische Minderheiten.
Ab dem 17. Jahrhundert bestanden im Gebiet des Karmel mehr als zehn drusische Dörfer, die jedoch Anfang des 19. Jahrhunderts bei einer Rebellion zerstört wurden. Erst einige Jahrzehnte später konnten die Drusen zurückkehren und die beiden heute bestehenden Ortschaften wieder besiedeln.
Touristen suchten ʿIr haKarmel vor allem auf, um einen Eindruck von der drusischen Religion und Kultur zu erhalten und um den Basar zu besuchen.
Nur wenige Kilometer südlich des Ortes befindet sich Muhraqa, eines der beiden christlichen Karmeliterklöster auf dem Karmel.